# Saint-Angel, Puy-de-Dôme
 Saint-Angel  là một xã thuộc tỉnh Puy-de-Dôme trong vùng Auvergne miền trung nước Pháp. Xã này nằm ở khu vực có độ cao trung bình 666 mét trên mực nước biển.